# Diphucephala glabra
Diphucephala glabra är en skalbaggsart som beskrevs av Lea 1930. Diphucephala glabra ingår i släktet Diphucephala och familjen Melolonthidae. Inga underarter finns listade i Catalogue of Life.